# EXEC 2
EXEC 2 — інтерпретатор та однойменна мова програмування керування завданнями, використовувалась в операційних системах мейнфреймів компанії IBM, в тому числі в ОС VM.
Інтерпретатор EXEC 2 розширював можливості інтерпретатора CMS EXEC. Подальшим розвитком EXEC 2 стала мова REXX.